# Dimeria kurzii
Dimeria kurzii är en gräsart som beskrevs av Joseph Dalton Hooker. Dimeria kurzii ingår i släktet Dimeria och familjen gräs. Inga underarter finns listade i Catalogue of Life.